# آنتینیزکا نمور
آنتینیزکا نِمور (ایتالیایی: Antiniska Nemour؛ زادهٔ ۳۱ مه ۱۹۵۷) بازیگر اهل ایتالیا است.
از فیلم‌هایی که وی در آن‌ها نقش داشته است، می‌توان به آخرین اُرجی گشتاپو، زنی دست دوم، خواهر اورسولا، دختر جوان دلربا، داستان‌های زندگی و جنایت و سالو یا ۱۲۰ روز در سودوم اشاره نمود.